# Петер Гонсалес
Пе́тер Федері́ко Гонса́лес Кармо́на (ісп. Peter Federico González Carmona) також відомий просто як Пе́тер (ісп. Peter); нар. 25 липня 2002, Мадрид) — домініканський футболіст, вінгер іспанського клубу «Хетафе» і збірної Домініканської Республіки.

## Клубна кар'єра

### «Реал» (Мадрид)
У січні 2016 року перейшов до структури «Реалу» (Мадрид) у віці 13 років. 2018 року уклав з клубом свій перший професіональний контракт. У сезоні 2019–20 став переможцем Юнацької ліги УЄФА. 25 жовтня 2020 дебютував за другу команду клубу «Кастілью», замінивши Антоніо Бланко в зустрічі Сегунди Б з «Хетафе Б». 22 грудня 2021 року дебютував за основний склад «Реала», вийшовши на заміну Едену Азару в матчі Ла-Ліги проти «Атлетіка» (Більбао). Наступний сезон виступав 2022–23 за дублюючий склад у Прімері Федерасьйон, забивши 6 голів у 37 поєдинках чемпіонату. Першу половину сезону 2023–24 провів в резервній команді «Реала» (18 ігор та 2 м'ячі).

#### Оренда у «Валенсію»
31 січня 2024 року перейшов у «Валенсію» на правах оренди до кінця сезону. Дебютував за нову команду 10 лютого в матчі Ла-Ліги проти «Лас-Пальмаса», замінивши Селіма Амаллу. 30 червня 2024 року після завершення оренди залишив «Валенсію», яка вирішила не користатися опцією викупу гравця. Всього за час оренди провів 15 матчів за клуб.

### «Хетафе»
4 липня 2024 року підписав чотирирічний контракт з «Хетафе». 15 серпня у матчі Ла-Ліги проти «Атлетіка» (Більбао) дебютував за нову команду, замінивши Карлеса Переса. 26 листопада 2024 року в поєдинку Кубка Іспанії проти «Мінісеса» забив свій перший гол за «Хетафе».

## Кар'єра в збірній
Виступав за юнацьку збірну Домініканської Республіки на чемпіонаті КОНКАКАФ (до 15 років) 2017, де провів 3 матчі та відзначився голом проти команди з Нікарагуа.
28 червня 2024 року потрапив до заявки олімпійської збірної Домініканської Республіки для участі в матчах футбольного турніру на літніх Олімпійських іграх 2024 в Парижі. 11 липня дебютував за збірну Домініканської Республіки (до 23 років) у товариському матчі проти збірної Франції (до 23 років). На олімпійському турнірі зіграв у матчах групового етапу проти збірних Єгипту, Іспанії і Узбекистану, а домініканці не вийшли з групи, посівши 3-є місце.
10 березня 2025 року вперше викликаний до збірної Домініканської Республіки головним тренером Марсело Невелеффом для участі в товариських матчах проти Пуерто-Рико. 22 березня 2025 року в поєдинку з Пуерто-Рико дебютував за збірну Домініканської Республіки, вийшовши в стартовому складі. 11 червня 2025 року в матчі відбіркового турніру до чемпіонату світу 2026 проти збірної Домініки забив свій перший гол за збірну Домініканської Республіки.

## Статистика виступів

### Клубна статистика
Станом на 15 травня 2025
| Клуб                 | Сезон             | Чемпіонат             | Чемпіонат | Чемпіонат | Кубок | Кубок | Інші  | Інші | Всього | Всього |
| Клуб                 | Сезон             | Дивізіон              | Матчі     | Голи      | Матчі | Голи  | Матчі | Голи | Матчі  | Голи   |
| -------------------- | ----------------- | --------------------- | --------- | --------- | ----- | ----- | ----- | ---- | ------ | ------ |
| Реал Мадрид Кастілья | 2020–21           | Сегунда Дивізіон Б    | 20        | 2         | —     | —     | 1     | 0    | 21     | 2      |
| Реал Мадрид Кастілья | 2021–22           | Прімера Дивізіон RFEF | 36        | 3         | —     | —     | —     | —    | 36     | 3      |
| Реал Мадрид Кастілья | 2022–23           | Прімера Федерасьйон   | 37        | 6         | —     | —     | 3     | 0    | 40     | 6      |
| Реал Мадрид Кастілья | 2023–24           | Прімера Федерасьйон   | 18        | 2         | —     | —     | 0     | 0    | 18     | 2      |
| Реал Мадрид Кастілья | Всього            | Всього                | 111       | 13        | 0     | 0     | 4     | 0    | 115    | 13     |
| Реал Мадрид          | 2021–22           | Ла-Ліга               | 3         | 0         | 0     | 0     | 0     | 0    | 3      | 0      |
| → Валенсія           | 2023–24           | Ла-Ліга               | 15        | 0         | 0     | 0     | 0     | 0    | 15     | 0      |
| Хетафе               | 2024–25           | Ла-Ліга               | 17        | 0         | 4     | 1     | —     | —    | 21     | 1      |
| Всього за кар'єру    | Всього за кар'єру | Всього за кар'єру     | 142       | 13        | 4     | 1     | 4     | 0    | 150    | 14     |

1. ↑  Матчі в плей-оф Сегунди Дивізіону Б
2. ↑  Матчі в плей-оф Прімери Федерасьйон

### Міжнародна статистика
Станом на 11 червня 2025 
| Збірна                   | Сезон             | Товариські | Товариські | Офіційні | Офіційні | Всього | Всього |
| Збірна                   | Сезон             | Матчі      | Голи       | Матчі    | Голи     | Матчі  | Голи   |
| ------------------------ | ----------------- | ---------- | ---------- | -------- | -------- | ------ | ------ |
| Домініканська Республіка |                   |            |            |          |          |        |        |
| 2025                     | 2                 | 0          | 2          | 1        | 4        | 1      |        |
| Всього за кар'єру        | Всього за кар'єру | 2          | 0          | 2        | 1        | 4      | 1      |

### Матчі за збірну
Станом на 11 червня 2025 
| Матчі Петера Гонсалеса за збірну Домініканської Республіки | Матчі Петера Гонсалеса за збірну Домініканської Республіки | Матчі Петера Гонсалеса за збірну Домініканської Республіки | Матчі Петера Гонсалеса за збірну Домініканської Республіки | Матчі Петера Гонсалеса за збірну Домініканської Республіки | Матчі Петера Гонсалеса за збірну Домініканської Республіки | Матчі Петера Гонсалеса за збірну Домініканської Республіки | Матчі Петера Гонсалеса за збірну Домініканської Республіки |
| №                                                          | Дата                                                       | Суперник                                                   | Рахунок                                                    | Голи                                                       | Картки                                                     | Хвилини                                                    | Змагання                                                   |
| ---------------------------------------------------------- | ---------------------------------------------------------- | ---------------------------------------------------------- | ---------------------------------------------------------- | ---------------------------------------------------------- | ---------------------------------------------------------- | ---------------------------------------------------------- | ---------------------------------------------------------- |
| 1                                                          | 22 березня 2025                                            | Пуерто-Рико                                                | 2–2                                                        |                                                            |                                                            | 90'                                                        | Товариський матч                                           |
| 2                                                          | 26 березня 2025                                            | Пуерто-Рико                                                | 2–0                                                        |                                                            |                                                            | 90'                                                        | Товариський матч                                           |
| 3                                                          | 7 червня 2025                                              | Гватемала                                                  | 2–4                                                        |                                                            |                                                            | 63'                                                        | Відбіркові матчі ЧС-2026                                   |
| 4                                                          | 11 червня 2025                                             | Домініка                                                   | 5–0                                                        | 1                                                          |                                                            | 90'                                                        | Відбіркові матчі ЧС-2026                                   |

Всього: 4 матчі / 1 гол; 2 перемоги, 1 нічия, 1 поразка.

## Досягнення
«Реал Мадрид» (мол.)
- Переможець Юнацької ліги УЄФА: 2019–20[27]

«Реал Мадрид»
- Чемпіон Іспанії: 2021–22[28]

Особисті
- Символічна збірна Золотого кубка КОНКАКАФ: 2025[29]